# Grenen (hout)

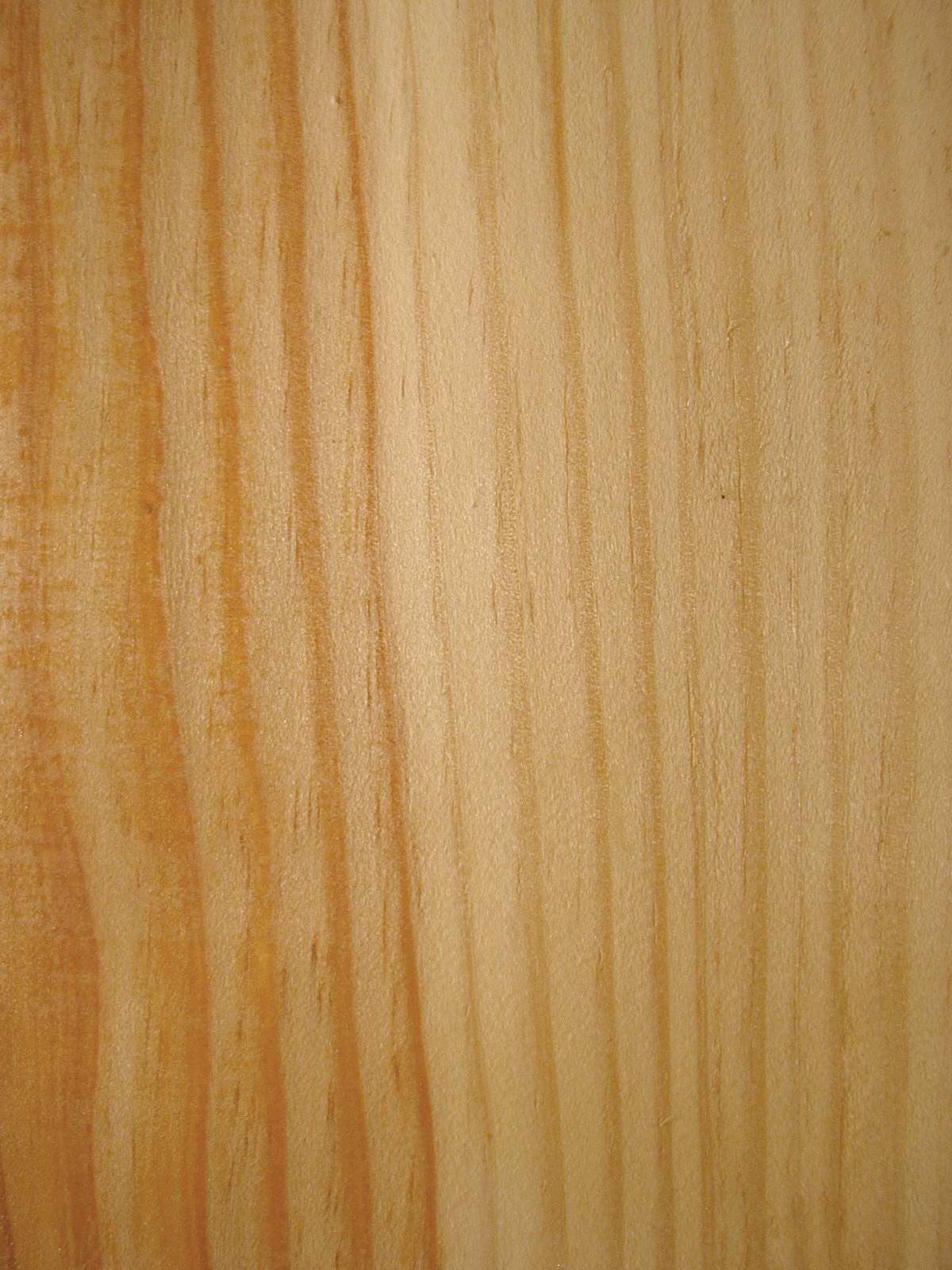
Europees grenen, met roodachtig kernhout (links)

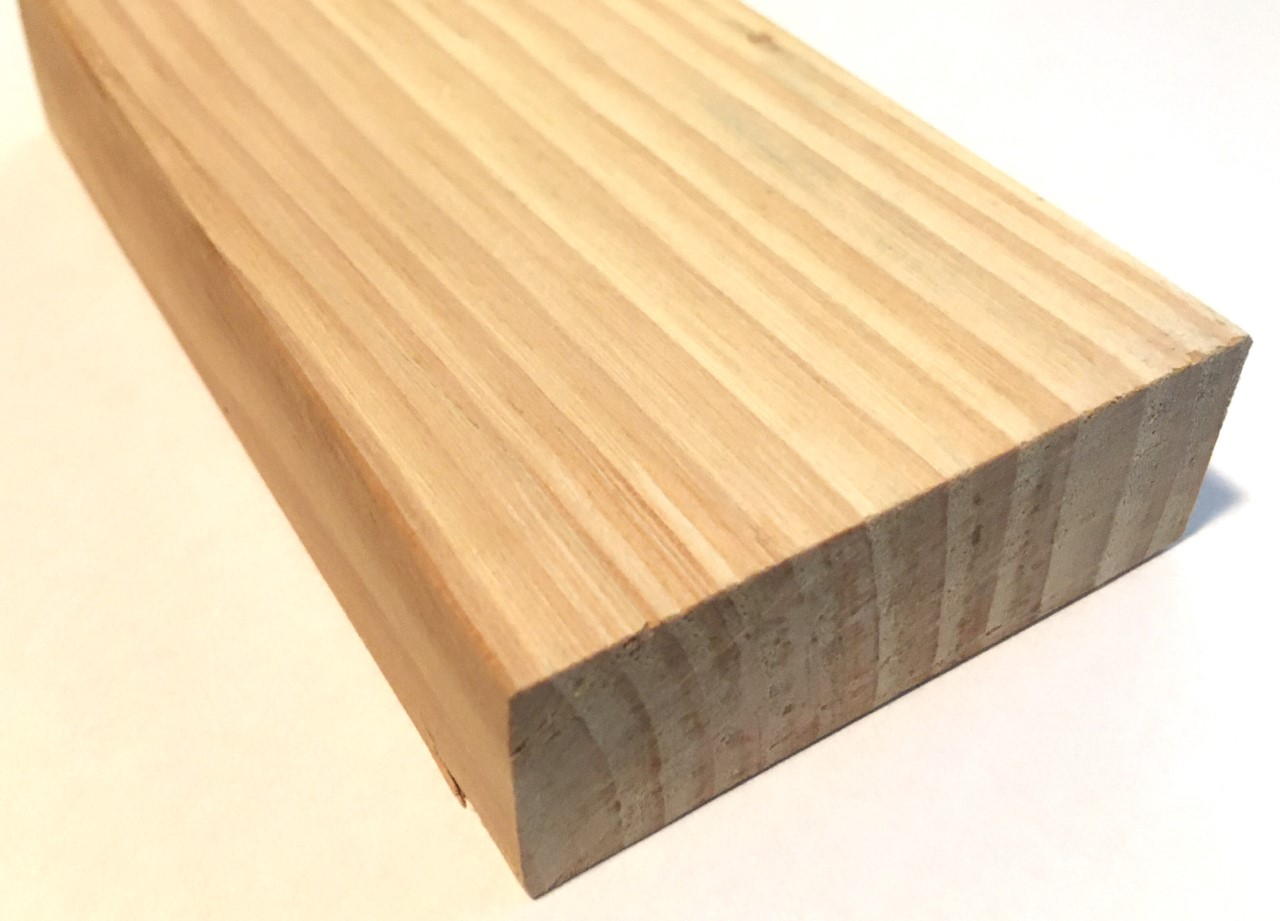
Onbehandeld europees grenen

Het Nederlandse woord grenen wordt gebruikt voor hout van diverse Pinus-soorten. Dit hout wordt ook wel aangeduid als "grenenhout". Grenenhout is relatief eenvoudig te bewerken en wordt toegepast in onder meer meubels, kozijnen, lambrisering, vloeren en daken. Soms ook als tuinhout. Omdat het op grote schaal wordt ingezet als constructiehout, is grenen wereldwijd een van de meest gebruikte naaldhoutsoorten.

## Europees grenen
Meestal gaat het om het hout van de grove den (Pinus sylvestris), dat formeel "Europees grenen" heet. Dit grenen is na vuren de meest gebruikte naaldhoutsoort in Nederland. In Vlaanderen is het de meest gebruikte houtsoort. In de regel is grenen ook met het blote oog al te onderscheiden van vuren: grenen heeft kernhout dat (meestal) rood(achtig) van kleur is, en grenen voelt meestal vettig.
Het hout wordt voor tal van toepassingen gebruikt. Meestal wordt het gebruikt voor toepassingen waarbij het niet in het zicht is. Een uitzondering zijn de betimmeringen met rabatdelen, waarbij het contrast tussen het roodachtige kernhout en het veel lichtere spinthout voor een levendig effect zorgt. Ook vloeren zijn een bekende toepassing in het zicht. Verder worden er wel (goedkope) meubelen van gemaakt; gezien de herkomst uit productiebos met een korte rotatietijd zitten deze dan veelal vol kwasten.
Hout dat in Nederland gegroeid is wordt daar op de markt gebracht als "inlands grenen". In de tijd dat steenkool de belangrijkste brandstof was, in de 19de en de eerste helft van de 20e eeuw, werd dit hout veel gebruikt om mijngangen in steenkoolmijnen te ondersteunen. Een eigenschap die dit hout hier erg geschikt voor maakt, is dat het hoorbaar gaat kraken voordat het het echt begeeft, zo worden de mijnwerkers gewaarschuwd wanneer een gang dreigt in te storten.

## Ander grenen
In Europa komen ook andere soorten Pinus voor dan alleen Pinus sylvestris, waarvan het hout ook grenen heet, zoals Frans grenen. In Noord Amerika komt een aanmerkelijk aantal soorten Pinus voor: ten tijde van de (meest) recente ontdekking van Amerika waren daar grote bossen met hout van een geweldige kwaliteit. Deze bossen zijn veelal gekapt, maar de VS heeft nog steeds uitgebreide productiebossen. Zulk hout van Pinus uit de VS wordt onder diverse namen verhandeld, waaronder "Amerikaans grenen", Pitch pine, "Soft pine", "Southern pine", etc
Moderne grenen (kwaliteits)meubelen zijn veelal gemaakt van hout geïmporteerd uit Noord Amerika, waar de bomen wat groter mogen worden en het hout minder kwasten bevat.
Enkele Noord-Amerikaanse Pinus-soorten zijn op grote schaal aangeplant op het Zuidelijk Halfrond: deze plantages leveren hout voor de wereldmarkt.

## Varia
Merk op dat het onjuist is om het hout van de grove den (Pinus sylvestris) aan te duiden als dennenhout: dit is iets heel anders. Ook het zogenaamde Oregon pine is geen grenen.

Antieke tafel van grenen, zonder kwasten
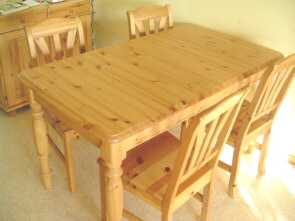
Moderne grenen meubels (met kwasten)
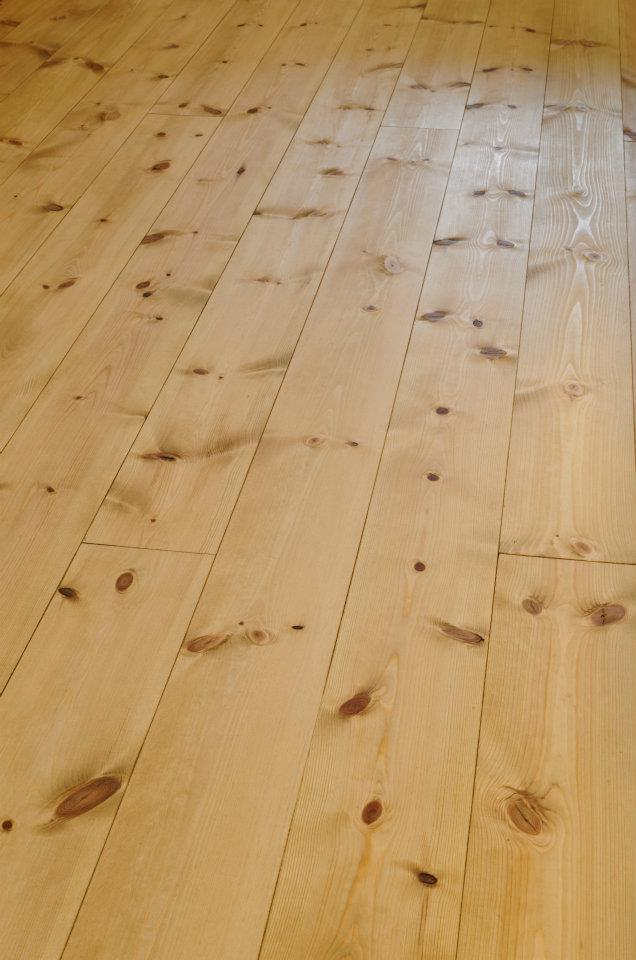
Vloer van goedkoop grenen, met veel kwasten
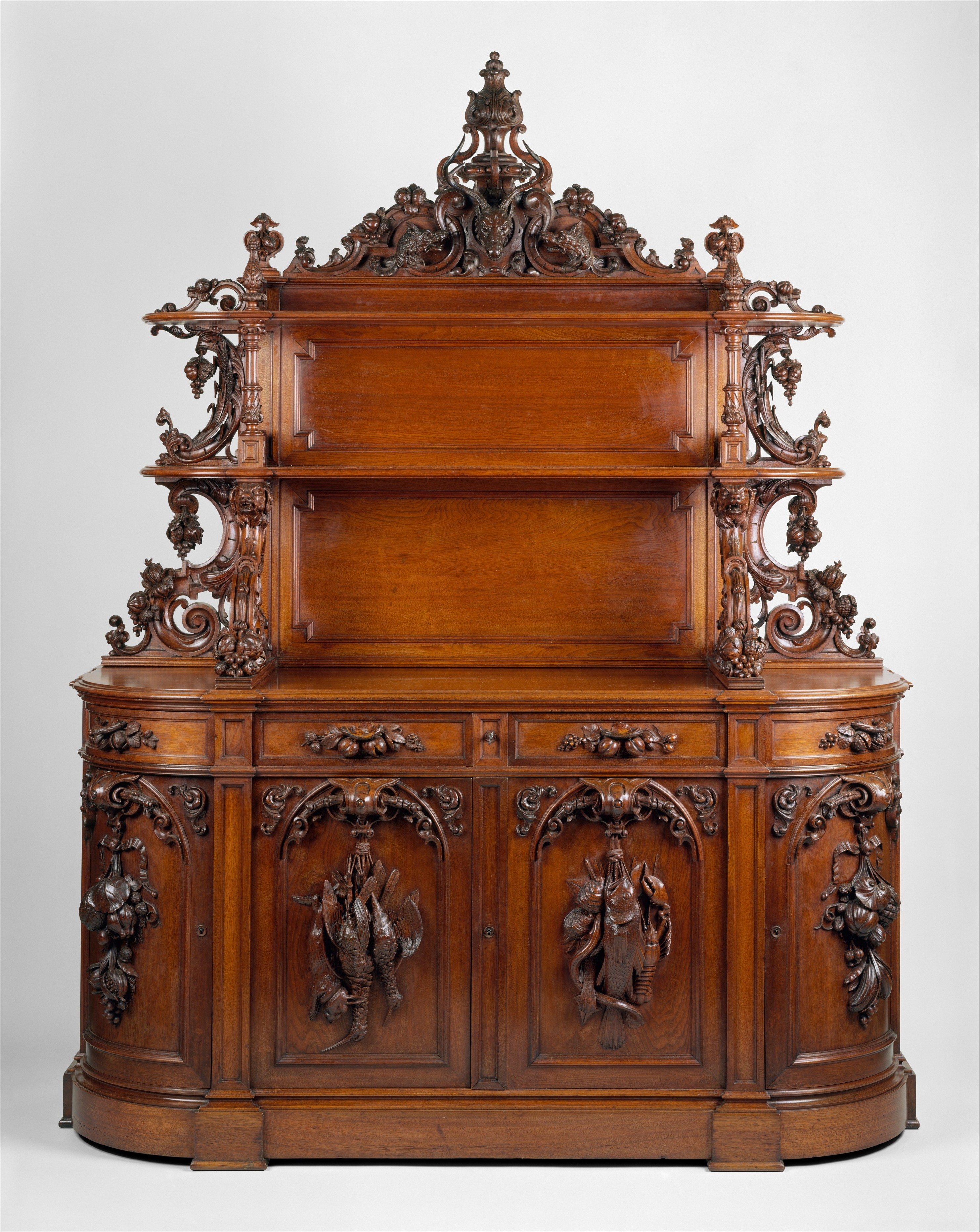
Antiek meubel van Amerikaans grenen, van de hoge kwaliteit die vroeger algemeen was (geen kwasten)